# Xian de Yihuang
Le xian de Yihuang (宜黄县 ; pinyin : Yíhuáng Xiàn) est un district administratif de la province du Jiangxi en Chine. Il est placé sous la juridiction de la ville-préfecture de Fuzhou.

## Démographie
La population du district était de 203 551 habitants en 1999.